# Лажо Юрій Петрович
Юрій Петрович Лажо (Юрай Лажо; словац. Juraj Lažo; нар. 2 травня 1867, Вишній Свидник, Свидник, Пряшівський край — пом. 28 травня 1929, там же) — русинський суспільно-політичний і культурний діяч Пряшівщини. У 1920—1925 роки — сенатор (депутат Верхньої палати) Чехословацького парламенту першого скликання.

## Біографія
Народився 2 травня 1867 року в Вишньому Свиднику (нині Свидник) в родині селян. Хрестив його греко-католицький священик Олександр Духнович, відомий як будитель русинського народу. Він багато в чому сприяв формуванню русинського патріотизму в шкільні роки Юрія Лажо.
У своїй школі він був одним з найуспішніших учнів, тому його вчитель Олександр Павлович запропонував його батькам продовжити навчання сина, обіцяючи фінансову підтримку зі свого боку. Однак фінансова ситуація була досить важкою; як єдиний в родині син (у нього була сестра) він повинен був залишитися вдома і займатися сільським господарством.
Ця робота, однак, не задовольняла Юрія, і він завжди мріяв про краще майбутнє, не тільки своє, але і своїх земляків. Таємно приєднався до формування руху Опору проти Угорської влади, як в Свиднику, так і за його межами. Однак переслідування угорської поліції змусили його до початку XX століття виїхати до США. Він влаштувався в Пітсбурзі, де працював будівельником. Про приклади його завзятості і наполегливості свідчить той факт, що після деякого часу він вже працював начальником будівництва (stavbyvedoucí). У той час в Пітсбурзі склалося могутній патріотичний рух Опору чехів, словаків і русинів проти Австро-Угорської імперії. Там виникли перші паростки створення нової чехословацької держави. У цьому русі в повній мірі брав участь і Юрій Лажо.
Перед Першою світовою війною за сімейними обставинами повернувся на батьківщину. Став активним борцем за економічні, соціальні, політичні та релігійні права русинів, за що зазнав переслідувань з боку австро-угорської влади, зокрема 4 місяці перебував у в'язниці в Пряшеві, разом з мадяризованою верхівкою пряшівської греко-католицької єпархії.
Після війни Юрій Лажо заснував у Свиднику будівельну фірму, в якій працювали жителі Свидника та околиць. Його фірма, головним чином, займалася будівництвом мостів, шкіл і будинків, зруйнованих під час Першої світової війни.
Як представник Чехословацької соціал-демократичної робітничої партії в ході виборів, що відбулися 18 квітня 1920 року, був обраний від 10-го виборчого округу, який включав в округ Шариш і Підкарпатську Русь, на посаду сенатора (члена парламенту) до складу перших Національних зборів новоствореної Чехословацької Республіки. До 15 вересня 1925 року був єдиним представником русинів у найвищому законодавчому органі республіки. Про свою роботу там написав у 1925 році брошуру «Руському народу в Словаччині» (Russkomu národu na Slovensku).
Домігся значної державної допомоги для свого регіону, який зазнав найбільших втрат під час Першої світової війни і був економічно найбіднішим у новій Чехословаччині. Вимагав ввести автобусне сполучення між Стропково, Свидником і Пряшівом, що і було зроблено в 1921 році. Його прагнення побудувати залізничну лінію Бардіїв — Свидник — Стропков — Гуменне не була здійснена . Виступав проти словакизації русинів, за об'єднання Пряшівщини з Підкарпатською Руссю і надання їй автономії.
У 1920 році створив споживчий кооператив «Свята Трійця». Створення цього кооперативу, який проіснувало до 1935 року, мало на меті допомогти бідним людям поліпшити свою життєву ситуацію шляхом надання відповідних кредитів.
У 1922 році звернувся до глави Чеської православної громади в Празі архімандрита Саватія (Врабеця) з проханням направити священнослужителя для пастирської діяльності в Східній Словаччині. Архімандрит Саватій запросив для цієї мети в Чехословаччину постріженника Почаївської лаври архімандрита Віталія (Максименка), який проживав у Сербії. У 1924 році разом з настоятелем православного монастиря преподобного Йова Почаївського в Ладомировій архімандритом Віталієм (Максименком) відкрив у Свиднику друкарню з кириличним шрифтом, яка видавала національно-просвітницьку і духовну літературу для населення Пряшівщини. У 1926 році передав друкарню Ладомировському монастирю. Однак, архімандрит Віталій, як іноземець, не міг бути власником друкарні, тому вона була зареєстрована на ім'я Юрія Лажо і до 1932 року офіційно іменувалася: "Друкарня Ю. П. Лажо в Ладомировій в Словаччині "

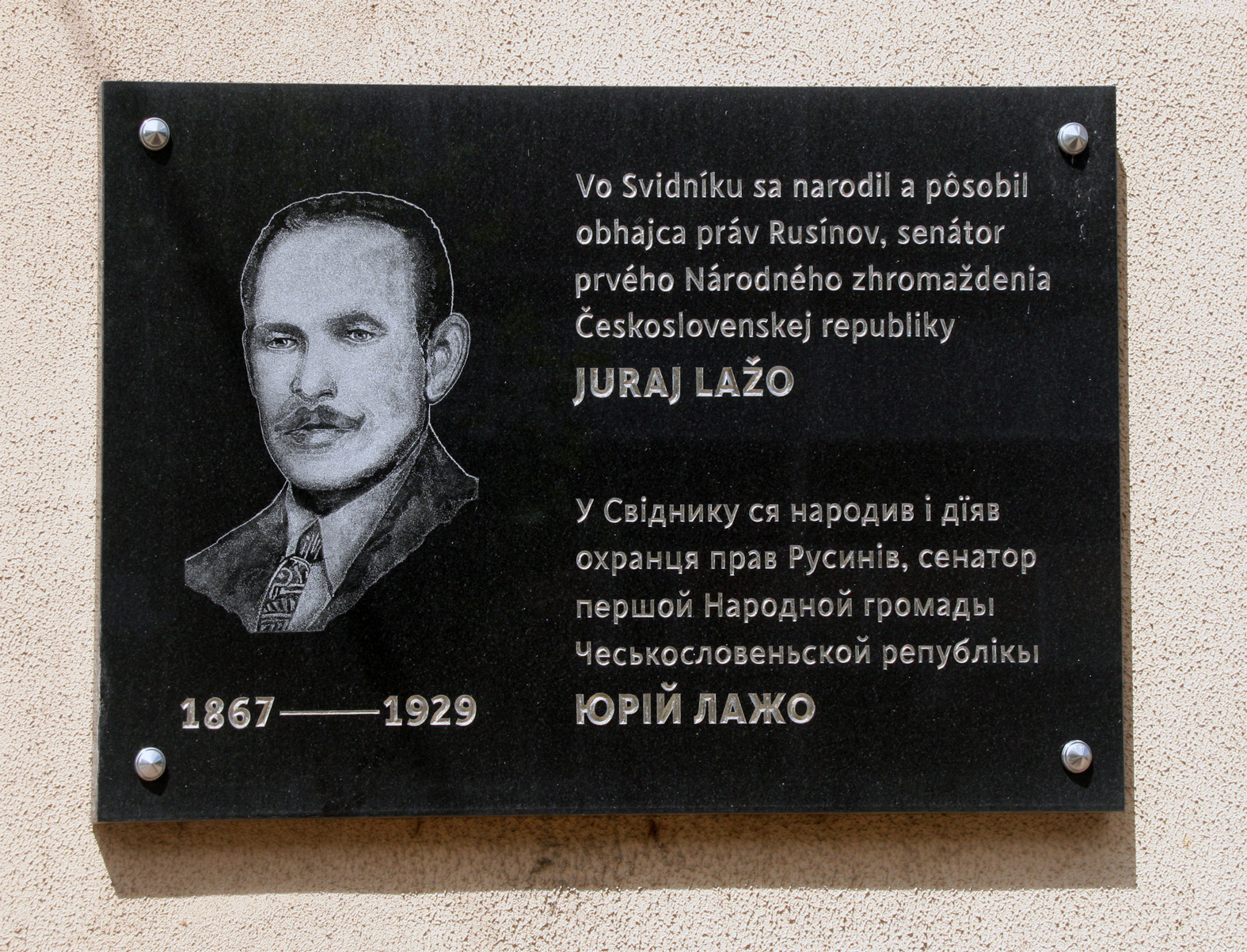

Помер 28 травня 1929 року в Вишньому Свиднику, де і похований.
22 травня 2014 року з нагоди 85-річчя від дня його смерті в Поддуклянській бібліотеці в Свиднику відбулася захід «Юрай Лажо і його місце в історії русинів», після чого відбулося відкриття меморіальної плити, прикріпленої до будівлі аптеки Унікум. У заході взяли участь родичі Юрія Лажо, мер Ян Голодняк, члени муніципального парламенту, керівники міста та жителі міста.